# Udea languidalis
Udea languidalis — вид лускокрилих комах родини вогнівок-трав'янок (Crambidae).

## Поширення
Вид поширений на Балканському півострові, в Україні, Росії, Туреччині та Ірані.